# 2009年クレジットカード説明責任および開示法
2009年クレジットカード説明責任および開示法（2009年クレジットカード説明責任および開示法、英：The Credit Card Accountability Responsibility and Disclosure (CARD) Act of 2009）とは、2009年5月22日にアメリカ合衆国第111議会を通過し、バラク・オバマ大統領によって署名された信販契約改革法。
消費者のための、公正かつ透明性の高い融資計画および慣行を、業界で確立する目的。
この法案が上院下院を通過するのに必要だったのは、超党派層（無党派層）の支持だった。

## 経緯
法案は、アメリカ合衆国第110議会にてニューヨーク州民主党員のキャロライン・マロニー下院議員により、下院に提出。312対112で可決されるが、上院での採決には至らず。
翌第111議会にて、再提出。下院は、2009年4月30日に賛成票357対反対票70で通過。上院の審議は修正を入れ、賛成票90対反対票5で通過。下院はこの修正法案を5月20日に279対147で採決し、翌々日にオバマ大統領により署名されて成立。2010年2月22日に発布。

## 条項
この条項は、金融機関が消費者に請求する方法を制限するのが目的である。
期限の利益
高額な手数料を口座開設の費用として、算入してはならない。支払期限は毎月決まった日に設定し、明細は少なくとも3週間前には消費者に郵送で通知しなければならない。債務者が期日の営業終了までに支払証明を提示した場合、延滞料を請求することはできない。設定された期日が土曜、日曜、または法定の銀行休業日に当たる場合、期日は翌営業日に延期する。
低利率の場合は、最低6ヶ月間持続する必要がある。信販契約と連動した変動金利の場合、最初の一年間は、契約の条件変更を行ってはならない。金額を変更する場合は、45日前に通告しなければならない。
情報開示義務
最初に、消費者に、最低支払額の場合と最高支払額の場合の、金利および返済期間と総利息額を通知しなければならない。電子マネーを利用する場合は、明細を受け取ることがないかわりに、オンラインで明細を確認することができる。消費者に、紙以外の媒体で情報開示するように求められる。
高額な手数料ないし利息収入を目的としたカードを撤廃する
初年度の利用限度枠を与信額の25%以内に設定する。
支払い能力の査定
この条項によると、信販契約には、消費者の収入及び資産に対する債務負担割合を考慮しなけらばならない、とされていたが、2012年、安定収入がない専業主婦が、配偶者の許可なしにクレジットカードを取得できなくなった、と不満を漏らした。債務者の支払い能力を超えた場合でも、家計を同一にする配偶者の収入を考慮。2013年の修正があり、最終法案では、この条項は削除されている。
若い消費者のための配慮
21歳未満の消費者はクレジットカードを申し込む前に、保護者の承諾を得ることや安定収入の証明が必要。
会社は、21歳未満の消費者にオファーを郵送したり、大学生主催のイベントに景品を提供してはならない。

## 影響
この法律は、2010年2月22日発効日とすることにより、遡及して効力を発揮したため、当初期待されていた以上の効果を上げた。金融機関は、顧客に周知する猶予を与えられた。
2013年消費者金融保護局のレポートによると、2009年上半期から2012年12月までの期間に、消費者金融の金利は平均16.2%から18.5%に上昇した。一方、すべての金融機関の信販契約の手数料と利息収入の合計額は、同期間の平均残高より2%減少。延滞料金や限度額を超えた料金の支払いが減少したためと考えられる。この法律による波及効果であるかどうかについては、CFPBは判断を控えている。